# WorldwideRace Racing Team
WorldwideRace Racing Team — спортивна мотогоночна команда, яка бере участь у чемпіонаті світу з шосейно-кільцевих мотоперегонів MotoGP. Заснована в листопаді 1997 року міжнародною корпорацією «WORLDWIDEGROUP» (працює в галузі спорту та музики). Штаб-квартира команди знаходиться у Великому Герцогстві Люксембург, організаційний відділ розташований у Швейцарії. Гонщики команди двічі вигравали чемпіонат світу MotoGP в класі 125сс: Роберто Локателлі у 2000 та Арно Вінсен у 2002.

## Історія

### Дебют
«WorldwideRace» дебютувала у чемпіонаті світу із шосейно-кільцевих мотоперегонів MotoGP у 1998 році в класі 125сс з єдиним гонщиком Іваном Гої. Першим партнером команди став італійський співак Васко Россі (італ. Vasco Rossi), який використовував цю співпрацю для просування власного іміджу під час випуску компакт-диску та гастрольного туру, що вилилось у перейменування команди на «Vasco Rossi Racing». Для участі у змагання Гої використовував мотоцикл Aprilia RS 125 R. Найкращими результатами у сезоні стали два 9-их місця, що дозволило зайняти єдиному гонщику команди лише 14-те місце у загальному заліку.
В наступному році команда отримала технічне підсилення, що дозволило розширитись до участі у двох класах чемпіонату: у 125сс її представляв Роберто Локателлі, для участі у класі 250сс був найнятий молодий Роберто Ролфо. У цьому сезоні Локателлі на Гран-Прі Франції здобув для команди дебютну перемогу. Додавши до неї ще один тріумф у Італії, він посів четверте місце в загальному заліку. Ролфо закінчив сезон 14-м.

### Золота ера (2000-2003)
На третій рік свої виступів, у сезоні 2000, команда досягла технічної та стратегічної зрілості для досягнення перемоги у чемпіонаті. У класі 125сс до Локателлі приєднався молодий багатообіцяючий гонщик Сімоне Санна, у 250сс замість Ролфо був запрошений Лука Боскоскуро. Роберто Локателлі виграв 5 гонок і став чемпіоном світу, Санна з 2 перемогами фінішував в загальному заліку шостим. Тріумф «WorldwideRace» став першим випадком, коли перемогла команда, підтримувана зіркою шоу-бізнесу. В середньому класі Боскоскуро, попри наявність конкурентного мотоцикла, не зміг сповна розкрити свій потенціал, фінішувавши лише 13-м у загальному заліку.
Після здобуття титулу чемпіона світу, команда зберегла свою присутність в обох класах. «WorldwideRace» представляли Сімоне Санна в класі 125сс та знову Роберто Ролфо у 250сс. Співпраця команди з Васко Россі завершилась, новим партнером став виробник сонцезахисних окулярів «Safilo Oxydo». Незважаючи на оптимістичні очікування, Сімоне Санна виступив гірше, ніж у попередньому сезоні. Можливо, цьому посприяла відсутність сильного напарника, яким у попередньому сезоні був Локателлі. Так чи інакше, Сімоне завершив сезон 7-м у загальному заліку, здобувши перемогу лише у одній гонці (Гран-Прі Німеччини). Натомість Ролфо продемонстрував прогрес, закінчивши чемпіонат на 4-й позиції.
Сезон 2002 став роком чергового тріумфу «WorldwideRace». Команда отримала нового партнера в особі престижного автомотодрому Автодрому Енцо та Діно Феррарі, що вилилось у зміну назви на «Imola Circuit Exalt Cycle Race». Гонщиком команди в класі 125сс став досвідчений пілот Арно Вінсен, який отримав останній шанс для виступів у чемпіонаті світу, отримавши Aprilia RS 125 R в заводській комплектації. Француз сповна ним скористався, вигравши 5 гонок та чемпіонат загалом. Це став перший титул для гонщика та другий для команди. В класі 250сс команду представляв Франко Беттаіні на Aprilia в приватній комплектації, який зумів зайняти в загальному заліку 6-е місце.
На сезон 2003 Арно Вінсен перебрався до KTM, його місце в команді зайняли німець Стів Єнкнер та угорець Габор Талмаші. Справжнім тріумфом Єнкнера та команди стало дощове  Гран-Прі Нідерландів, де він привіз суперникам на фініші понад 11 секунд. Загалом же у сезоні він виступав менш вдало, зайнявши 6-е міце в загальному заліку. Результати Талмаші були гіршими — лише 14-те місце. У класі 250сс команда участі не брала.

### Спад результатів (2004-)
У сезоні 2004 команда продовжила відкривати нові таланти. Габор Талмаші, незадоволений результатами, перейшов до іншої команди, а на його місце в пару до Стіва Єнкнера був прийнятий молодий Марко Сімончеллі. Протягом сезону італієць видає низку хороших результатів, а на Гран-Прі Іспанії здобуває свою першу перемогу. В той же час Єнкнер, який після завершення сезону повинен був переходити до класу 250сс через вікові обмеження, відчував депресію, відповідно його результати погіршились. В загальному заліку Сімончеллі фінішував 11-м, Єнкнер — 8-м.
На сезон 2005 команда підписала партнерську угоду з компанією «Nocable» (Wi-Fi технології), внаслідок чого гараж команди був розширений до 3 гонщиків: Стів Єнкнер через досягнення 28-річчя змушений був перейти до класу 250сс, а до Марко Сімончеллі для виступів в класі 125сс приєднався іспанець Жоан Оліве. Сезон склався аналогічно до попереднього: Сімончеллі здобув єдину перемогу у Іспанії та зайняв 5-те місце в загальному заліку, Оліве фінішував 14-м, а Єнкнер — 23-м.
Для сезону 2006 «WorldwideRace» залишає клас 250сс з метою повністю сфокусуватись на виступах у 125сс. Сімончеллі переходить до середнього класу, підписавши контракт із Gilera. Команда підписує контракти з ветераном мотогонок Пабло Ньєто (сином легендарного Анхеля Ньєто) та багатообіцяючим молодим пілотом Раффаеле де Роса. На жаль, гонщики не змогли показати високих результатів: Ньєто фінішував 13-м, а де Роса — 16-м.
В сезоні 2007 команда продовжує пошук молодих талантів: в компанію до де Роси були запрошені швейцарець Домінік Аегертер та італієць Сімоне Гротцкі Георгі, для яких цей рік став дебютним. Раффаеле де Роса, після вдалого початку сезону, до кінця чемпіонату збавив хід, фінішувавши в загальному заліку на 16-му місці; Аегертер став 23-м, а Гротцкі — 29-м.
У сезоні 2008 «WorldwideRace Racing Team» знову представляє трьох гонщиків: молодих Андреа Янноне та Такаакі Накагамі, а також досвідченого Мікі Ранседера. Яноне здобуває свою першу перемогу на Гран-Прі Китаю та закінчує сезон 10-м у загальному заліку, Накагамі фінішує 24-м, Ранседер — 23-м.

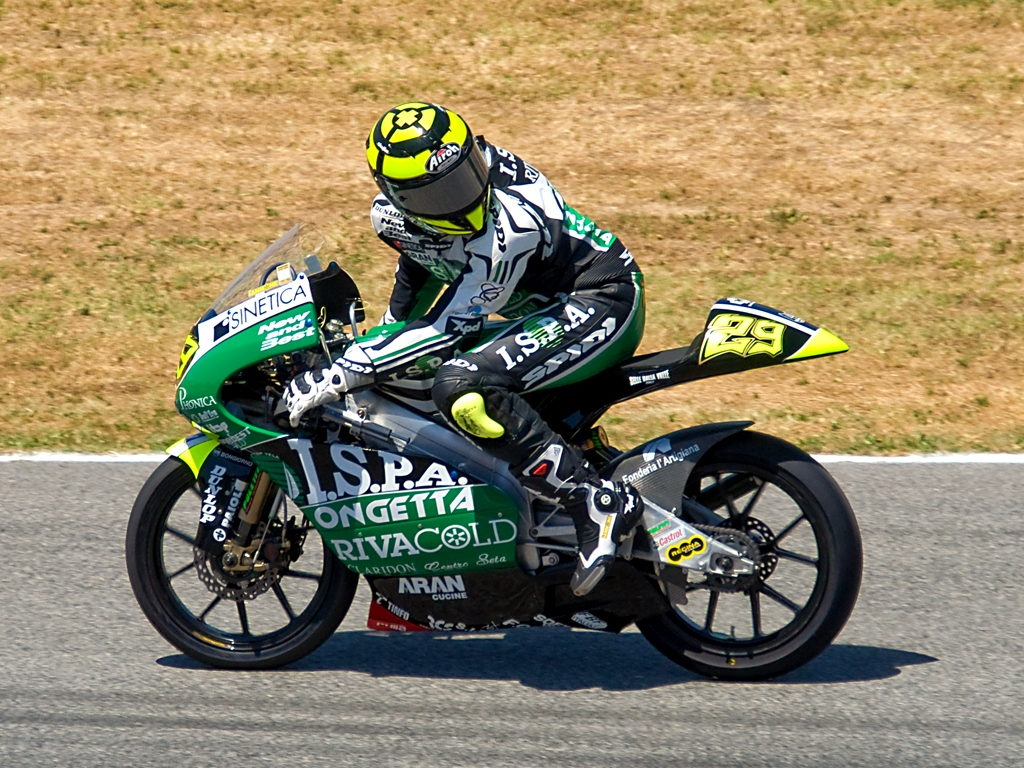
Андреа Янноне — переможець Гран-Прі Каталонії, 2009 рік

На 2009 рік команда підписує вже 4-ьох гонщиків: перспективні Янноне та Накагамі залишилися в команді, до них приєдналися німець Йонас Фольгер та Його Лоренцо Дзанетті. Андреа виграв 2 перші Гран-Прі сезону (у Катарі та Японії), але через нестабільність результатів змушений задовольнитись лише 7-м місцем у загальному заліку. Фольгер, незважаючи на свій молодий вік (лише 16 років), інколи несподівано радував результатами (2-ге місце на Гран-Прі Франції), посів 12-те місце в турнірній таблиці. Накагамі та Дзанетті фінішували відповідно 16-м та 19-м.
В сезоні 2010 року гонщики «WorldwideRace» були поділені на 2 групи: в одній частині команди під назвою «AirAsia–Sepang International Circuit team» виступали новачки мотогонок, в іншій, «Ongetta Team», досвідчені спортсмени. В першу увійшли малайський пілот Зульфамі Хайруддін та норвежець Стурла Фагхерауг, в другу — німець Йонас Фольгер, італієць Лука Марконі та француз Алексіс Масбу. Найбільш успішно з 5 гонщиків виступив Фольгер, який фінішував на 14-му місці. Масбу узяв участь лише у 10 гонках сезону, а на Гран-Прі Індіанаполісу отримав важку травму голови і змушений був пропустити решту перегонів сезону. Найгірше виступив Марконі, який не зумів набрати жодного очка.
У сезоні 2015 команду представляли італієць Алессандро Тонуччі та молодий південноафриканець Даррин Біндер. Команда отримала нового титульного спонсора в особі «Outox» — бренду антипохмільних засобів.